# Sejm silenciós
El Sejm silenciós (en polonès Sejm Niemy) és el nom amb què es coneix la sessió del Sejm o Parlament de la Confederació de Polònia i Lituània del dia 1 de febrer de 1717. L'exèrcit rus, que havia ocupat el parlament, negava als membres del parlament el dret de parlar o d'interpel·lar. La sessió marca alhora el punt final dels intents d'August II, governant de la mancomunitat Polònia-Lituania i duc de Saxònia, d'establir-hi una monarquia absoluta i l'inici de la creixent influència de Rússia al país.
Agust II i la noblesa van concordar aquest silenci, per a evitar el risc que algun membre del Sejm invoqués el seu dret de liberum veto (el vet lliure), el que feria perillar l'aprovació tot l'acord preparat i els projectes de llei coordinats. Després d'unes sis hores —habitualment les trobades del Sejm duraven setmanes o mésos— en què ningú no havia dit res es va aprovar la l'acord.
Aquest acord va posar fi a anys de les lluites internes. Les reformes van fer reviure el país després de llargues guerres, però l'estat en va sortir afeblit.
Va ser una primera intromissió de Rússia en els afers interns del país i alhora, un preliminar de la futura partició del país el 1772 fins a la la desaparició de l'estat polonès del mapa l'any 1795.

## Antecedents
A les acaballes de la Gran Guerra del Nord (1700-1721), que significà entre altres coses la desfeta de Polònia i l'augment de la influència de Rússia a l'Europa oriental, augmentà el conflicte existent des del principi del regnat d'August II de Polònia entre la monarquia i el parlament.
Les posicions eren clares. Mentre August pretenia crear un poder absolut, monarquíc i centralitzat a imatge de la França borbònica, el parlament era reticent a deixar anar competències i quotes de poder, que la noblesa mantenia des d'antic. En aquestes dues posicions enrocades, la Rússia del tsar Pere I va ser convidada el conciliador entre totes dues forces. Rússia també va enviar 18.000 soldats a la Mancomunitat de les Dues Nacions. El 3 de novembre de 1716 es va concloure un acord a Varsòvia al qual mancava l'aprobació del Sejm, que finalment es va fer l'1 de febrer de 1717 al famós Sejm silenciós. Aquesta conciliació es produïa en un moment de debilitat de Polònia i de fortalesa de Rússia, que s'havia erigit com la gran guanyadora de la Gran Guerra del Nord.
L'exèrcit rus ocupà el parlament polonès i únicament se li permeté de parlar al mariscal del Sejm o president de la cambra, Stanisław Ledóchowski. La resta de parlamentaris únicament pogueren sancionar favorablement una concòrdia escrita paraula per paraula pel tsar rus Pere I.

## L'acord
L'acord establia entre d'altres  punts: 
- La Confederació de Tarnogród serà dissolta[5]
- El dret a formar altres confederacions seria abolit en el futur[6]
- La llibertat daurada i el liberum veto (vet lliure) són mantinguts[7]
- Confirmació del neminem captivabimus, que prohibia al rei d'empresonar algú al seu caprici[6]
- El rei no pot iniciar cap guerra ofensiva[5]
- Polònia i Saxònia no podien pas interferir en els afers interns l'una de l'altra.[5]
- Els hetmans i els parlaments locals perden unes prerrogatives, entre d'altres el dret de canviar els impostos locals.[8]
- Els limiten els drets dels protestants a Polònia i algunes esglésies protestants han de ser enderrocades, com a càstig pels partisans suecs.[5]
- Posa un límit màxim de 24.000 (18.000 o 16.000, segons les fonts) soldats a l'exèrcit polonès i 6.000 (o 8.000) al lituanià. El que afebleix els dos països envers l'exèrcit rus que aleshores tenia uns 300.000 soldats.[9]
- Les tropes saxones estacionades al territori polonès són limitades a un màximum de 1200 de la guardia reial.[5]